# Richard B. Spencer
Richard B. Spencer (n. 11 mai 1978, Boston, Massachusetts, SUA) este un supremațist american. Acesta este președintele National Policy Institute⁠(d), o organizație supremațistă de tip tink-tank, și al Washington Summit Publishers⁠(d). Spencer a respins eticheta de „supremațist alb” și se descrie ca fiind membru al mișcării identitare europene.
Spencer este adeptul ideologiei „a treia poziție” și este un critic aspru al perspectivei președintelui Ronald Reagan, al ideilor conservatorului William F. Buckley, al capitalismului, mișcării anti-avort și creștinismului, considerându-le pe toate ostile identității și intereselor albe. Spencer susține ideea creării unui etnostat alb pentru o „rasă albă deposedată”, respectiv inițierea unui proces „pașnic de purificare etnică” a Europei cu scopul de a încheia ceea ce el numește desconstrucția culturii europene.
Spencer este considerat de unii ca fiind inventatorul termenului „alt-right”; acesta descrie o mișcare identitară albă care protejează interesele albilor. În săptămânile de după alegerile prezidențiale din Statele Unite din 2016, Spencer a citat în cadrul unei conferințe a National Policy Institute dintr-un material de propaganda nazistă și i-a denunțat pe evrei. Ca răspuns la afirmația „Heil Trump, heil our people, heil victory!”, o parte din adepții său au utilizat salutul nazist și au scandat Sieg Heil.
Spencer a luat parte la întrunirea Unite the Right⁠(d) în Charlottesville, Virginia, care a fost puternic mediatizată din cauza conflictelor dintre extremiștii de dreapta și contraprotestatari. O parte din următoarele discursuri organizate de acesta au fost anulate sau interzise. Prin urmare, Spencer a intentat un proces împotriva Universității de Stat Michigan și a amenințat cu darea in judecată Universitatea Florida. O înțelegere a fost realizată cu cei din urmă, fiindu-i permisă susținerea discursului în octombrie 2017. Cu câteva zile înainte de discurs, guvernatorul statului Florida, Rick Scott⁠(d), a declarat stare de urgență. Acestuia i-a fost interzisă intrarea în Marea Britanie în 2016, iar începând din octombrie 2017, în Spațiul Schengen (22 de state din cele 28 care formează Uniunea Europeană, precum și Elveția, Norvegia, Liechtenstein și Islanda.)

## Copilăria și studiile
Spencer s-a născut în Boston, Massachusetts, fiul lui Rand Spencer și Sherry Spencer. A copilărit în Preston Hollow, Dallas, Texas. În 1997, a terminat Școala Sf. Marc din Texas. În 2001, Sencer și-a obținut licența în literatură engleză și muzică în cadrul Universității din Virginia, iar în 2003, masterul în Științe Umaniste în cadrul Universității din Chicago. Și-a petrecut vara anului 2005 și 2006 la International Summer University din Viena. Din 2005 până în 2007, a urmat cursurile doctorale ale Universității Duke unde a studiat istoria modernă a Europei. Acesta a făcut parte din Duke Conservative Union. Websiteul său menționează că a părăsit Universitatea Duke cu scopul de a „se deda unei vieți caracterizate de crimă de gândire”.